# مسرح سعيدة الجهوي
مسرح سعيدة الجهوي هو مسرح بمدينة سعيدة الجزائرية ويعد مؤسسة اقتصادية وتجارية تأسس بمرسوم سنة 2008.

## نبذة تاريخية
يعود تاريخ إنشاء بناية مسرح سعيدة إلى عام 1912 تحت مسمى “سينما الفتح”، وتتسع البناية لــ 375 مقعداً و150 متفرجاً في الطابق العلوي.
وتحوّل مسرح سعيدة إلى مسرح جهوي بموجب المرسوم التنفيذي رقم 08 – 317 المؤرخ في 11 شوال عام 1429 ه‍ـ الموافق للحادي عشر أكتوبر 2008.
أما البداية الفعلية لمسرح سعيدة فكانت في 2011، حاملا اسم سيراط بومدين بدايةً من الخامس جويلية 2013.

## أعمال
من أعمال مسرح سعيدة الجهوي:
- “شجعان وغفلان” 2011،
- الأميرة نور 2012،
- مملكة الأسرار 2012،
- الشطرنج 2012،
- الليلة الأخيرة بعد الألف 2012
- تورا 2013، سطو خاص 2013،
- موقف إجباري 2013، نوفمبر 2014
- ملك الملوك 2015
- الأمان 2016
- أرنوبة 2017،
- سقوط حصن وهران 2015،
- “موسوساراما” 2016،
- “نهاية اللعبة” 2017،
- “الغائب” 2018،
- ”الحطاب الطيب” 2018.[1]

يدير الفنان مرزوق سعيدة مسرح سعيدة الجهوي منذ 31 ديسمبر 2014.